# Miyoko Asō
Miyoko Asō (麻生 美代子 Asō Miyoko?,  7 de abril de 1926, Tokio - 25 de agosto de 2018) fue una veterana seiyū japonesa nacida en Tokio.

## Filmografía
Lista de roles interpretados durante su carrera.
Los papeles principales están en negrita

### Anime
1969
- Sazae-san como Fune

1971
- Ashita no Joe como la madre de Yuri (ep 69)
- Marvelous Melmo como Tía de Melmo.

1973
- Yama Nezumi Rocky Chuck como Narradora.

1974
- Alps no Shōjo Heidi como Señorita Rottenmeier.

1975
- Mitsubachi Māya no Boken como Cassandra-sensei.

1976
- Candy Candy como Mary Jane.
- Huckleberry no Bõken
- The Adventures of Pinocchio como Giulietta the cat.

1977
- Angie Girl como Barbara.
- Attack on Tomorrow como Kada Sei.
- Ippatsu Kanta-kun como Kumiko Tabase.

1978
- Galaxy Express 999 como Fimeru (ep. 42)
- Tosho Daimos como Margarete; Okane

1979
- Anne of Green Gables como Rachel Lynde.

1981
- Hello! Sandybell como Esposa de Scott.

1983
- Captain como Madre de Takao.

1984
- Mori no Tonto Tachi como Muori.

1989
- Ranma ½ como Cologne.

1992
- Yu Yu Hakusho como Elder Ice Maiden.

1997
- Vampire Princess Miyu como Director Aquarium (ep. 15)

1998
- Master Keaton como Mrs. Burnham (ep. 12)

2000
- InuYasha como Shoga (ep. 65)

2003
- Fullmetal Alchemist como Pinako Rockbell
- The Galaxy Railways como Ine (ep. 12)

2004
- Maria-sama ga Miteru como Principal de la academia (ep. 11)
- Maria-sama ga Miteru ~Haru~ como Principal de la academia (ep. 2)

2007
- Devil May Cry como Margret (ep. 8)
- El Cazador de la Bruja como Salma (ep. 1)

2008
- CLANNAD After Story como Shino Okazaki (ep. 18)

2009
- Fullmetal Alchemist: Brotherhood como Pinako Rockbell.

### OVA
- Little Twins como Hara.
- Ranma ½ como Cologne.
- Xanadu Dragonslayer Densetsu como Sherin.

### ONA
- Xam'd: Lost Memories como Sannova.

### Películas
- Captain como Madre de Takao.
- Doraemon: Nobita and the Legend of the Sun King como Maid.
- Doraemon: Nobita's Great Demon como Maid.
- Fullmetal Alchemist: Conquistador de Shamballa como Pinako Rockbell.
- Galaxy Express 999 como Madre de Tochiro.
- Gran Golpe en Nekonron, China como Cologne.

### Videojuegos
- Kingdom Hearts II como Flora.